# グウェノー・ピペット

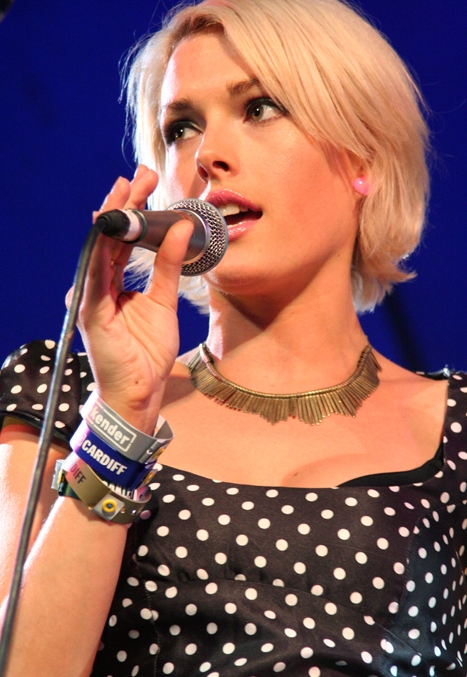
ザ・ピペッツでパフォーマンスするグウェノー（2006年）

グウェノー・ピペット（Gwenno Pipette）こと、グウェノー・ソーンダーズ（Gwenno Saunders、1981年5月23日 - ）は、英国ウェールズの歌手、キーボード奏者。ザ・ピペッツの元メンバー。ザ・ピペッツのステージでは中央に立つことが多かった。ウェールズ語に堪能で、コーンウォール語も話す。
高名なコーンウォール語詩人で言語学者のティム・ソーンダーズを父としてカーディフに生まれる。マイケル・フラットリー製作のミュージカル『ロード・オブ・ザ・ダンス』と『フィート・オブ・フレイムズ』に10代で出演。『フィート・オブ・フレイムズ』ではラスベガス公演で主役を張った。2001年、ウェールズのテレビ局S4Cによるウェールズ語ソープオペラ『Pobol Y Cwm』に出演。S4Cの番組では『Ydy Gwenno'n Gallu...?』にも出演した。
ザ・ピペッツに加わる前はソロのエレクトロ・ポップ・シンガーとして活動。持ち歌のほとんどはウェールズ語とコーンウォール語の歌で、2枚のソロEP『Môr Hud』（2002年）と『Vodya』（2003年）をリリースした。 
2005年4月、初代メンバーのジュリアの後釜としてザ・ピペッツに参加。シングル「Pull Shapes」でリード・ボーカルを担当。「Your Kisses Are Wasted on Me」ではコーラスを担当した。自らのMySpaceページでソロ曲を発表。ピペッツ・ファンサイトのフォーラムで報じられたところによると、2007年の冬頃にはグウェノーのソロ・アルバムのリリースが計画されていた。

## ディスコグラフィ

### アルバム
- 『Y Dydd Olaf』 - Y Dydd Olaf (2014年、Peski/Heavenly)
- Le Kov (2018年、Heavenly)
- 『TRESOR』 - Tresor (2022年、Heavenly)

### EP
- Môr Hud (2002年、Recordiau Sain)
- Vodya (2003年、Recordiau Sain)
- U & I (2007年)
- Ymbelydredd (2012年、Peski)

### ザ・ピペッツ
- 『ウィ・アー・ザ・ピペッツ』 - We Are the Pipettes (2006年)
- Earth vs. The Pipettes (2010年)